# 戈勒姆 (紐約州非建制地區)
戈勒姆（英語：Gorham）是位於美國紐約州安大略縣的普查規定居民點。

## 人口
根據2020年美國人口普查的數據，戈勒姆的面積為5.21平方千米，皆為陸地。當地共有人口604人，而人口密度為每平方千米115.93人。